# Кутум (рыба)
Куту́м (лат. Rutilus frisii kutum) — рыба из семейства карповых, подвид вырезуба (Rutilus frisii). Обитает в Каспийском море в пресной и малосолёной воде. Длина тела 30—45 сантиметров, реже до 70, масса обычно 0,5-2 кг, максимальная — 8 кг. Кутум был широко распространён и вылавливался промышленным способом. Его популяция значительно сократилась в результате интенсивного лова и загрязнений. В связи с этим кутум был включён в Красную книгу России, однако исключён оттуда в 2004 году.
Мясо и икра рыбы является деликатесом и высоко ценится в иранских провинциях Гилян, Мазендеран и Восточный Азербайджан, также в центральных и южных районах Азербайджана. Традиционно фаршируется молотой смесью из лука, грецких орехов, переспевшей алычи, кинзы, укропа, соли и перца. Название блюда «Балыг Лявянги» или просто «Лявянги». Подается традиционно как праздничное блюдо на Новруз. Отлов производится по береговой линии Каспия в районах Азербайджана и Ирана, а также в бассейне реки Куры.
Кутум прославлен в мини-постановке В. Высоцкого «Рассказ про кутум».